# خوان دياز (لاعب كرة قاعدة)
خوان دياز هو لاعب كرة قاعدة كوبي، ولد في 19 فبراير 1974 في سان خوسيه دي لاس لاخاس ‏ في كوبا.

## وصلات خارجية
- خوان دياز على موقعبيزبول رفرنس.كوم (الدوري الرئيسي) (الإنجليزية)
- خوان دياز على موقعبيزبول رفرنس.كوم (الدوري الثانوي) (الإنجليزية)